# Maison de Momir Korunović
La maison de Momir Korunović (en serbe cyrillique : Кућа Момира Коруновића ; en serbe latin : Kuća Momira Korunovića) est située à Belgrade, la capitale de la Serbie, dans la municipalité urbaine de Vračar. Construite en 1924, elle est inscrite sur la liste des biens culturels de la Ville de Belgrade.

## Présentation

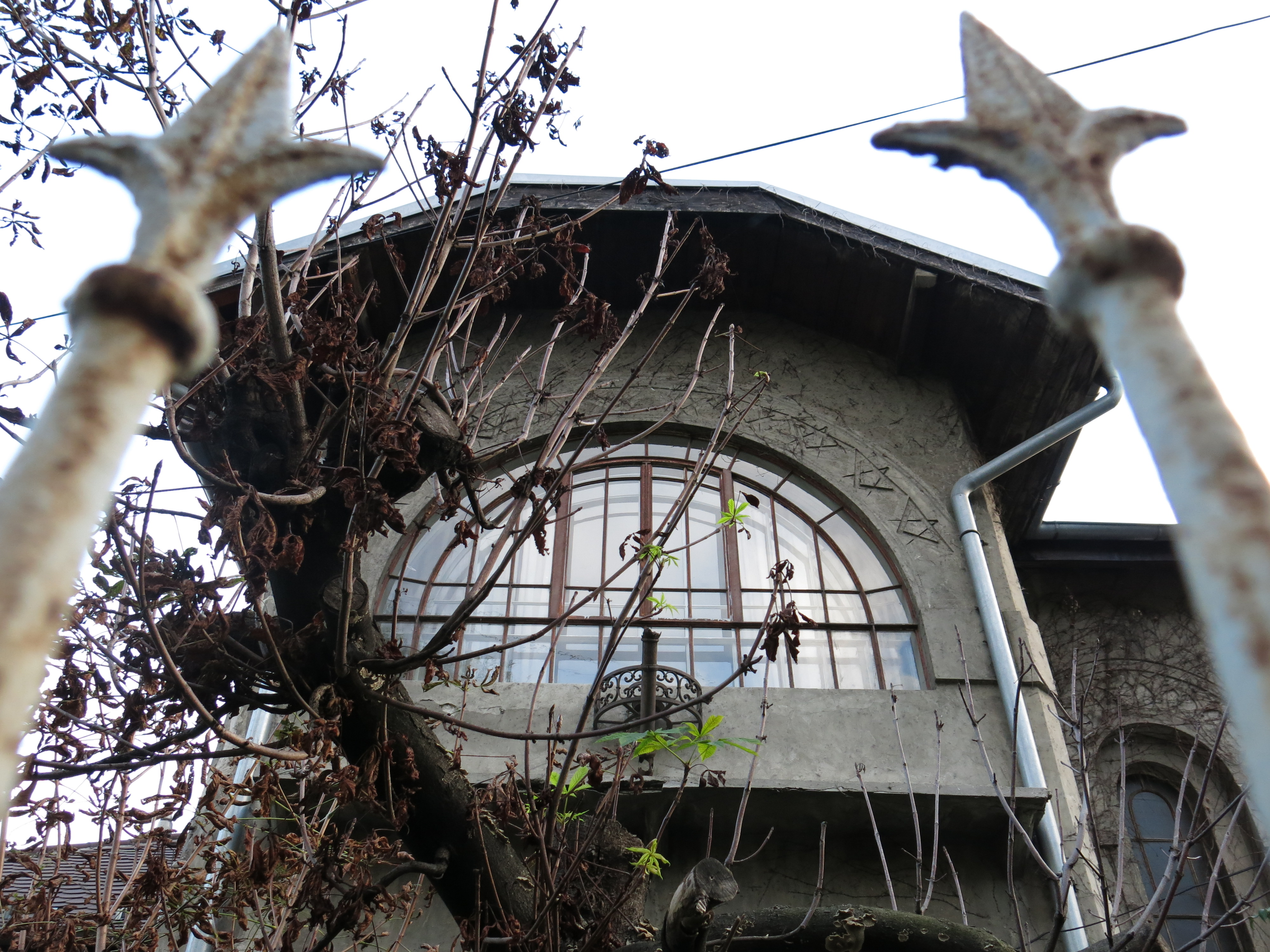
Détail de la façade

La maison de l'architecte Momir Korunović a été construite en 1924 d'après ses propres dessins ; il l'a conçue comme une maison dotée d'un rez-de-chaussée et d'un grenier. L'ensemble s'inspire des maisons familiales d'Europe centrale, avec un jardin et une clôture ornementale. Les grandes façades sont dynamisées par des décors plastiques et par une série de cercles et de triangles situés au-dessus des fenêtres voûtées. La façade occidentale joue d'un contraste entre les inclinations du toit et la verticalité des fenêtres.
L'ensemble témoigne d'une approche moderniste de la construction. Korunović (1883-1969) a, de fait, été l'un des représentants de la synthèse entre l'architecture nationale serbe et les mouvements plus modernes de l'architecture de la première moitié du XXe siècle.